# 카다피 모스크

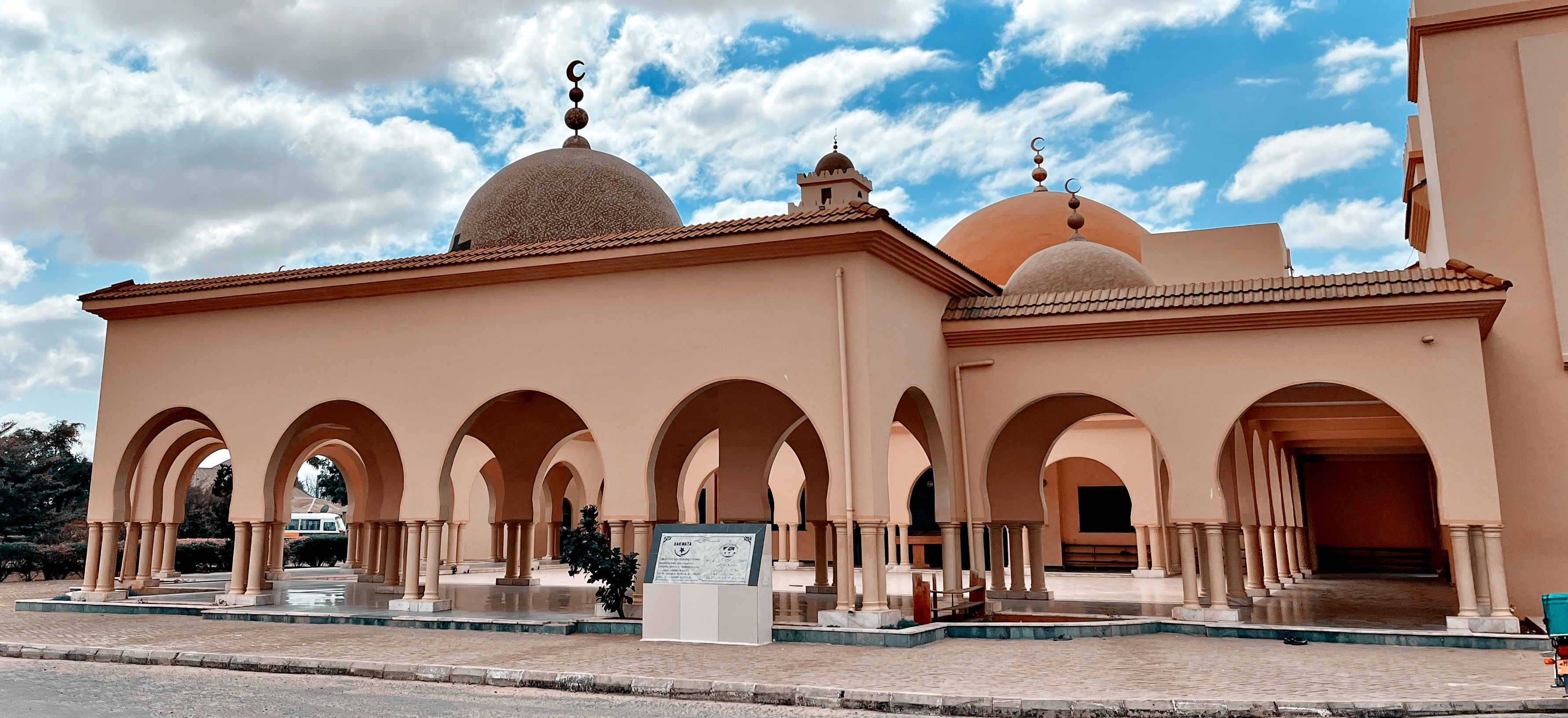

카다피 모스크는 탄자니아 최대이자 동아프리카에서 우간다 국립 모스크에 이어 두 번째로 큰 모스크로 도도마에 있다. 카다피의 자금 지원으로 2010년에 완공된 카다피 모스크는 신자 최소 3천 명을 수용할 수 있다.